# Hieracium erucophyllum
Hieracium erucophyllum là một loài thực vật có hoa trong họ Cúc. Loài này được Prain mô tả khoa học đầu tiên năm 1913.